# Ачикуль (озеро, Курганская область)
Ачику́ль —  солоноватое озеро в России, расположенное в Курганской области.

## География
Озеро расположено в южной части Белозерского муниципального округа, рядом с федеральной трассой Р-254 «Иртыш», в левобережье среднего течения реки Тобол. Площадь поверхности — 13,4 км². Высота над уровнем моря — 68 м. Средняя глубина — 2-3 метра, максимальная — 5 метров. Питание за счёт атмосферных осадков. Котловина озера имеет блюдцеобразную форму, вытянута с севера на юг. Дно илистое (отложения ила около 30 см), постепенно понижается от берега к центру озера. Вода в озере солоноватая с умеренной жёсткостью.
Северный и южные берега отлогие; на востоке — возвышенные; северо-восточные склоны — низкие. На западе в озеро впадают реки Курья (Мендеря) и Оша. Весной во время половодья возможно соединение озера с рекой Тобол. Населённые пункты на озере расположились также на западном берегу: деревни Ачикуль и Раздолье.

## Флора и фауна
Озеро Ачикуль богато рыбой, в нём обитают золотой карась, серебряный карась, также встречаются лещ, плотва, судак, окунь, щука, карп, ёрш, линь, язь. По берегам водоема произрастает тростник. Летом цветение водорослей.

## Этимология
В тюркских языках название озера означает «горькое (солёное) озеро».